# КрАЗ C18.1
КрАЗ C18 — сімейство капотних вантажних автомобілів з колісною формулою 6х4 виробництва АвтоКрАЗ.

## Модифікації
- КрАЗ С18.0 «Гірник» — самоскид з колісною формулою 6х4, призначений для перевезення скельних порід, сипучих і навалювальних вантажів в умовах кар'єру і по дорогах, розрахованим на навантаження на двовісний візок до 25 т. Впевнено працює на дорогах з твердим покриттям, у тому числі з кругляка і щебеню, а також на ґрунтових дорогах. Виготовляється з 2010 року;
- КрАЗ С18.1 «Максимум» — самоскид з колісною формулою 6х4, з шестициліндровим рядним дизельним двигуном ЯМЗ-6511 потужністю 362 к.с. (1670 Нм) (базою виступив ліцензійний Renault DCi11E) з паливною апаратурою Common Rail і системою рециркуляції відпрацьованих газів (EGR), відповідає нормам Євро-4. Двигун виявився довшим, ніж старий ЯМЗ-238, тому кременчуцькі дизайнери розробили новий пластиковий капот інтегрального типу. У кабіні встановлена абсолютно нова приладова панель. КПП - дводіапазонна 9-ступінчаста Fast Gear родом з Китаю. Вантажопідйомність - 18 тонн, при обсязі самоскидного кузова - 16 кубів. Виготовляється з 2011 року [1];
- КрАЗ В18.1Х — повноприводне шасі з колісною формулою 6х6 з кабіною від КрАЗ С18.1 дебютувало в кінці 2011 року [2];
- КрАЗ Н22.1 — шасі з колісною формулою 6х4 з кабіною від КрАЗ С18.1 і двигуном ЯМЗ-6511, дебютувало в кінці 2012 року і призначене для монтажу різноманітного обладнання;
- КрАЗ М16.1Х — повноприводний сортиментовоз з колісною формулою 6х6 з кабіною від КрАЗ С18.1 і двигуном ЯМЗ-6511.